# Грот (парус)
Грот (нидерл. groot) — нижний прямой парус на грот-мачте парусного судна. 

## История
На конец XIX и начало XX столетия, грот на судах с прямым вооружением есть прямоугольный парус, привязываемый на грота-рее, а самый большой парус, достигал, на больших судах, 4 000 квадратных фунтов с лишком. 
На трёхмачтовых судах грот это нижний прямой парус на средней мачте (грот-мачте), а если на грот-мачте не было прямых парусов, то гротом называли косой нижний парус. Также в это время, на судах с косым вооружением (если на грот-мачте нет прямых парусов, на яхтах и шхунах) и на гребных судах грот есть главный парус при одной мачте, парус на второй мачте при двух мачтах (грот-мачтой считается или первая, или вторая мачта, смотря по тому, которая выше) и на средней — при трёх мачтах, и тогда он имел форму неправильного четырехугольника, и «гротом» называют нижний косой парус.
На одномачтовых судах «гротом», как правило, называют задний парус (нижний косой парус).
Слова «грот» или «грота-» прибавляют к наименованию парусов, рангоута, такелажа, для обозначения их принадлежности к грот-мачте (ко всем её  принадлежностям), например: грот-люк, грот-стеньга, грот-трисель, грот-стень-ванты — снасти стоячего такелажа, удерживающие грот-стеньгу с боков.
Гротом можно пользоваться практически в любую погоду. Его можно зарифить и настроить по характеристикам ветра и волнения.
Однако при очень сильном ветре грот меняют на трисель (штормовой грот).

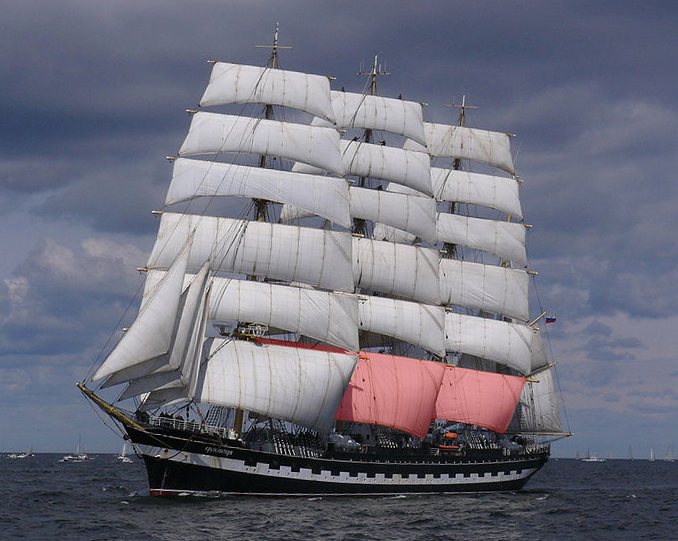
Гроты барка «Крузенштерн» (выделены красным). У барка две грот-мачты и, следовательно, два грота.